# (8181) Rossini

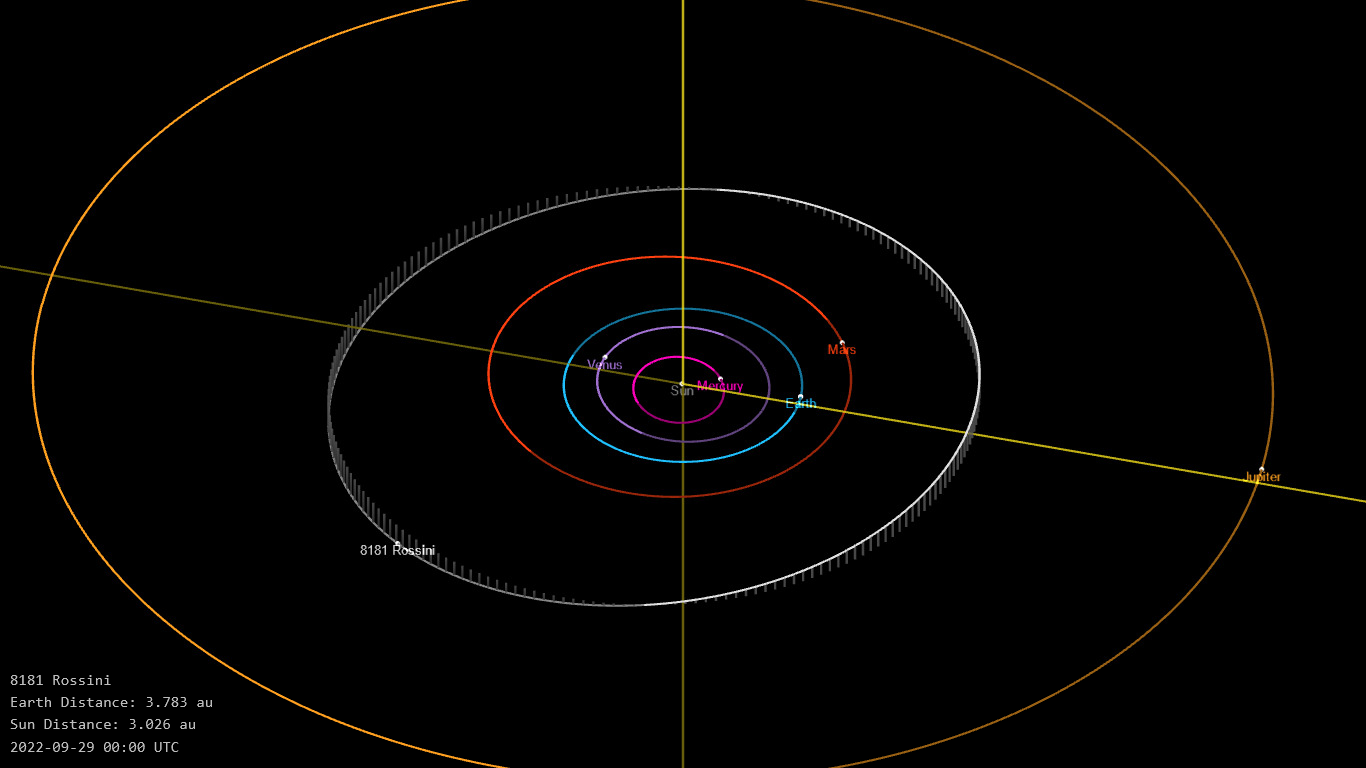
Orbita planetoidy (8181) Rossini

(8181) Rossini (1992 ST26) – planetoida z pasa głównego asteroid okrążająca Słońce w ciągu 4,55 lat w średniej odległości 2,75 au. Odkryta 28 września 1992 roku.